# Hospital de Órbigo
Hospital de Órbigo è un comune spagnolo di 1 119 abitanti situato nella comunità autonoma di Castiglia e León.